# Maïmouna Diarra
Maïmouna Diarra, née le 30 janvier 1991, est une joueuse de basket-ball sénégalaise.

## Biographie
Ancienne joueuse du Saint-Louis Basketball  avec lequel elle a remporté deux titres de champion du Sénégal en 2010 et 2011, deux coupes nationale en 2011 et 2012, Diarra est également passée par l’ASC Ville de Dakar avant de rejoindre Arxil Pontevedra en deuxième division espagnole en octobre 2014. En mai 2014, elle est élue MVP du All-Star Game sénégalais.
Active avec le club angolais de Primeiro de Agosto durant la saison 2014-2015 où le club remporte la Coupe d'Angola et la Coupe d’Afrique des clubs champions féminins de basket-ball, elle commence la saison suivante avec le club de l'ASC Ville de Dakar puis la finit avec Primeiro de Agosto pour être finaliste de la Coupe et de la Supercoupe. En 2014-2015, elle dispute le championnat espagnol avec Arxil Pontevedra. Un contrat avec le club espagnolen d'Araski ayant avorté, elle dispute la saison 2016-2017 avec le club bulgare de Haskovo 2012. Elle découvre la WNBA en 2017 avec les Sparks de Los Angeles, champions WNBA en titre, devenant la seconde sénégalaise à évoluer en WNBA après Astou Ndiaye-Diatta.
Elle est engagée en décembre 2017 par le club de LFB de Montpellier afin de pallier le départ d'Ewelina Kobryn
, mais ne joue que deux rencontres pour aucun point inscrit.

## Équipe nationale
À l'été 2013, elle participe à son premier Afrobasket avec l'équipe du Sénégal avec 4,4 points et 2,4 rebonds et une médaille de bronze, puis deux ans plus tard fait partie de l'équipe qui remporte l'édition 2015 avec 7,5 points et 8,5 rebonds de moyenne. Elle participe en 2016 au tournoi olympique de Rio avec 1,8 point et 6,2 rebonds,.

## Palmarès

### Clubs
- Vainqueure de la Coupe d’Afrique des clubs champions féminins de basket-ball[3]
- Championne du Sénégal en 2010 et 2011[3]
- Coupe du Sénégal en 2011 et 2012[3]
- Coupe d'Angola 2015[5]
- MVP du All-Star Game 2014[4]

### Équipe nationale
- Médaille de bronze au Championnat d'Afrique en 2013[10]
- Championne d'Afrique 2015[6]
- Médaille d'argent au championnat d'Afrique 2019